# Juan Carlo Yuyes Meza
Juan Carlo Yuyes Meza es un ingeniero pesquero y político peruano. Fue congresista de la República durante el periodo parlamentario 2016-2019.
Nació en Tumbes, Perú, el 12 de diciembre de 1969, hijo de Juan Gualberto Yuyes Correa y Nora Lucila Meza de Yuyes. Cursó sus estudios primarios y secundarios en su ciudad natal. Entre 1986 y 1996 cursó estudios superiores de ingeniería pesquera en la Universidad Nacional de Tumbes.
Su primera participación política se dio en las elecciones regionales del 2014 cuando fue candidato sin éxito a la presidencia del Gobierno Regional de Tumbes por el partido fujimorista Fuerza Popular. Luego, en las elecciones generales del 2016 fue elegido congresista por el departamento de Tumbes. Su mandato se vio interrumpido el 30 de septiembre del 2019 luego de que el presidente Martín Vizcarra disolviera el Congreso de la República.
Durante su gestión participó en la formulación de 273 proyectos de ley de los que 70 fueron aprobados como leyes de la república.
Su cónyuge, Yojani Dominga Rujel Sullón fue acusada en octubre del 2018 de dejar salir del país al exjuez César Hinostroza, uno de los principales acusados del caso "Los Cuellos Blancos del Puerto" y vinculado a Keiko Fujimori. Durante una gira en el departamento de Tumbes se informó que la candidata Fujimori utilizó para movilizarse una camioneta de propiedad tanto de Yuyes como de su cónyuge, la investigada Rujel Sullón.